# Hornosaské dialekty
Hornosaské dialekty (německy Obersächsische Dialekte) je část skupiny durynsko-hornosaských dialektů, které patří k nářečím východní střední němčiny a kterými se mluví v Sasku, na jihovýchodě Saska-Anhaltska a ve východních částech Durynska. Dělí se na dialekty osterlandské a míšeňské. Hornosaské dialekty hraničí s durynskými, ostfälskými, severohornosasko-východobarvorskými, slezskými, severobavorskými a východofranskými dialekty. V běžném jazyce jsou tato nářečí označována jako sasština, což ovšem není dialekt v užším slova smyslu, nýbrž saský regiolekt.

## Základní znaky
Jako mnohá jiná německá nářečí znají také hornosaské dialekty změnu retné hlásky ze středoněmeckého /ö/, /öː/, /ü/, /üː/ a /üe/ zu /e/, /eː/, /i/ a /iː/, takže „böse“ je vyslovováno jako beese a „Bühne“ jako Biine. S jinými nářečními skupinami mají rovněž společné oslabování konsonant, např. Kardoffeln místo „Kartoffeln“ a Babba místo „Papa“. Stejně jako v téměř celém východním středním Německu je i středoněmecká ë redukováno na /a/, takže hornosaské Schwaster znamená „Schwester“, schlacht „schlecht“. Stejně jako v Durynsku apokopa do značné míry chybí, proto dialektické balde nebo im Hause, nikoliv jako ve většině ostatních německých dialektů: bald, im Haus. Na rozdíl od Durynských dialektů se infinitiv vyslovuje s -en, nikoliv -e. Společným znakem s východním durynským nářečím je to, že středněhornoněmecké dvojhlásky jsou vyslovovány jako jeden vokál /ei/, /ou/, /öi/, např. Been místo „Bein“ a Boom místo „Baum“, čemuž odpovídá krušnohorské a vogtlandtské dlouhé /aː/. V závislosti na fonetice, a tedy regionálně výrazně odlišně se mění stoupání středohornoněckého /eː/, /o/ a /oː/ do /iː/, /u/ a /uː/, takže „Schnee“ se vysloví jako Schnii, „Ofen“ jako Ufen, „Tochter“ jako Duchter nebo ještě regionálnější Vulg namísto „Volk“.
Slovník hornosaských nářečí byl publikován ve čtyřsvazkovém díle Wörterbuch der obersächsischen Mundarten v letech 1994–2003. 

## Současná situace
Již v roce 1953 uvedl Rudolf Grosse ve své studii o míšeňských dialektech a zdejším hovorovém jazyce, že původní dialekt mezi Cvikovskou Muldou a Labem téměř vymřel, takže bylo těžké najít jeho mluvčí. Podle Beata Siebenhaara hornosaský dialekt – ve smyslu uzavřeného jazykového systému s jasnými pravidly výslovnosti, slovotvorby a syntaxe – z velké části vymřel již v druhé polovině 19. až na počátku 20. století. Od té doby byly základní dialekty nahrazeny regiolekty, které mají v závislosti na místě, regionu a mluvčím různé znaky východní střední němčiny.